# Don Hewitt
Donald Shepard "Don" Hewitt (14 de dezembro de 1922 - 19 de agosto de 2009) foi um jornalista estadunidense. Ele é mais conhecido por ter sido o criador do programa da CBS 60 Minutes.

## Carreira
Hewitt começou na CBS News, em 1948 e atuou como produtor e diretor com Douglas Edwards por quatorze anos. Ele também foi o primeiro diretor de See It Now, co-produzido pelo apresentador Edward R. Murrow e Fred W. Friendly, que começou em 1951. Em 1956, Hewitt foi o único a capturar em filme os momentos finais do SS Andrea Doria enquanto afundava e desaparecia embaixo d'água. 
Ele dirigiu a produção televisiva do primeiro debate dos candidatos à presidência dos EUA em 1960 entre o senador John F. Kennedy e o vice-presidente Richard M. Nixon em 26 de setembro de 1960, nos estúdios da CBS em Chicago. Estes foram os primeiros debates dos candidatos à presidência já televisionados. Mais tarde, ele se tornou produtor executivo do telejornal CBS Evening News com Walter Cronkite, comandando a famosa transmissão do assassinato de John F. Kennedy à medida que a história se desenvolvia. 
Ele então lançou o programa vencedor do Emmy Award, 60 Minutes.
Hewitt foi uma figura fundamental na transmissão televisiva de um documentário de 1996 sobre o escândalo da indústria do tabaco envolvendo a empresa de tabaco Brown & Williamson, em que o programa relatou as alegações do denunciante Jeffrey Wigand. O escândalo foi a inspiração para o filme O Informante de 1999, onde Hewitt foi interpretado no filme por Philip Baker Hall.
A queda dos índices de audiência no 60 Minutes contribuiu para que Hewitt deixasse o cargo de produtor executivo do programa, apesar do lucro estimado de mais de US $ 20 milhões por ano.